# Nanna Liebmann
Pour les articles homonymes, voir Liebmann.
Nanna Magdalene Liebmann (27 septembre 1849 — 11 mai 1935) , née Lehmann, est une compositrice, critique musicale, professeur de musique et organisatrice de concerts danoise. 

## Biographie
Elle a étudié à l'Académie royale danoise de musique avec Victor Bendix, Johann Christian Gebauer (en), J.P.E. Hartmann, Niels W. Gade, August Winding et Carl Helsted. Elle rencontra au conservatoire le compositeur Axel Liebmann avec qui elle se maria en 1874. Il mourra peu après et elle se tourna vers la composition et l'enseignement de la musique pour faire vivre son enfant et elle. La plupart de ses œuvres furent composées entre 1869 et 1914, et elle écrivit des critiques pour Dannebrog,.

## Œuvres
- Syv sange til tyske tekster 1885
- Syv sange 1885
- Minnelieder 1903
- Fem sange 1904
- Thema med Variationer (klaver 1910)
- Thème passioneè (klaver 1910)
- Intermezzo i h-mol (klaver 1911)
- Vals i D (klaver 1912)
- Preludium i a-mol (klaver 1912)